# Baranisobas hibericus
Baranisobas hibericus là một loài tò vò trong họ Ichneumonidae.